# James Woodgate
James Woodgate (ur. 29 maja 2002) – brytyjski łucznik, olimpijczyk z Tokio 2020.

## Wyniki
| Impreza            | Rok  | Miejsce | Konkurencja   | Pozycja |                      |      |       |               |     |
| ------------------ | ---- | ------- | ------------- | ------- | -------------------- | ---- | ----- | ------------- | --- |
| Impreza            | Rok  | Miejsce | Konkurencja   | Pozycja | Igrzyska olimpijskie | 2020 | Tokio | indywidualnie | 33. |
| drużynowo          | 5.   |         |               |         | Igrzyska olimpijskie | 2020 | Tokio |               |     |
| Mistrzostwa świata | 2021 | Yankton | indywidualnie | 57.     |                      |      |       |               |     |
| Mistrzostwa świata | 2021 | Yankton | drużynowo     | 5.      |                      |      |       |               |     |